# ヴォルフガング・カップ
ヴォルフガング・カップ（Wolfgang Kapp、1858年7月24日 – 1922年6月12日）は、ドイツの政治家、官僚。ヴァイマル共和政初期の1920年3月13日に右派クーデターであるカップ一揆を起こして政権奪取を試みたが、失敗した。

## 経歴

### 右派政治家
1848年の革命に失敗してアメリカ合衆国に移住した弁護士フリードリヒ・カップ(de:Friedrich Kapp)と、ケルン地区司令官フリードリヒ・エンゲルス(Friedrich Ludwig C. Engels)少将の娘ルイーゼとの息子として、ニューヨークに生まれる。家族はアメリカでの生活になじめず、1870年にドイツ帝国に戻った。ベルリンのギムナジウムを卒業後、カップはテュービンゲン大学やゲッティンゲン大学で法学を学び、1886年に博士号を取得して卒業した。学生時代はブルシェンシャフトに属し、決闘の際に顔面に終世残る銃創を負った。1884年に結婚し三児をもうける。姻戚関係を通じて保守系の政治活動家と知り合い、また東プロイセンのプロイシッシュ・アイラウに荘園を所有した。
1891年からグーベン郡参事となり、1900年には農業省参事官に昇進した。1907年には友人で有力なユンカー・ロビイストであるエラルト・フォン・オルデンブルク＝ヤヌシャウ（de:Elard von Oldenburg-Januschau）の仲介でケーニヒスベルク県知事の地位を手に入れた。1916年から1917年の数ヶ月間の断絶を除き、1920年までこの職にあった。この職だけでも一年に72000ライヒスマルクの収入があり、さらに1912年にはドイツ銀行の監査役に選出された。
第一次世界大戦中は連合国によるドイツ帝国への賠償や占領地ベルギーの併合を戦争の目的として主張するなど、好戦的な言論で世に知られるようになった。さらにイギリスに対する無制限潜水艦作戦を支持して、アメリカの参戦を恐れるテオバルト・フォン・ベートマン・ホルヴェーク首相と対立した。カップはベートマン・ホルヴェークを個人攻撃する文書を発表し、一方首相のほうも帝国議会の演説でカップを「政治的海賊」と非難した。カップは首相に対して決闘を申し入れたが、首相は職務を理由に断り1917年に退陣したためこの決闘は実現しなかった。1917年にドイツ国内の停戦への動きに反対してドイツ祖国党(de:Deutsche Vaterlandspartei)を結成。大戦がドイツの敗北に終わると、カップは匕首伝説を主張してヴェルサイユ条約締結を激しく攻撃し、ドイツの恥であると主張した。

### カップ一揆

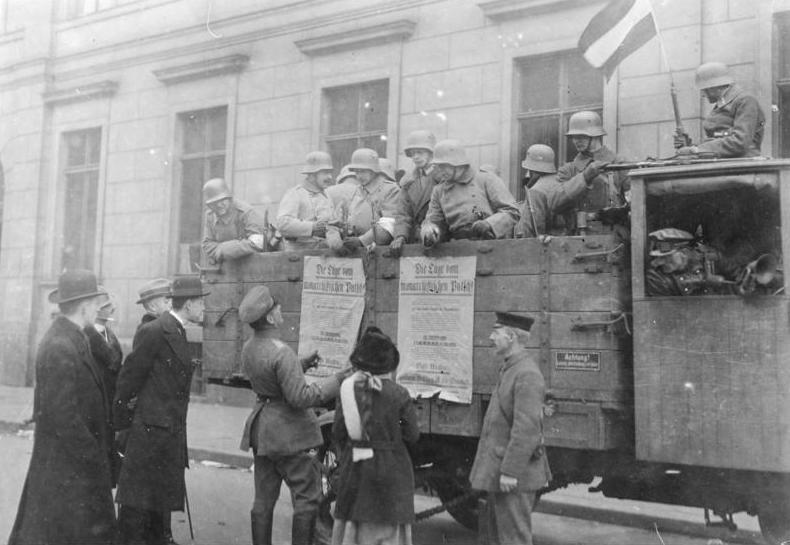
ベルリン市内を巡回するカップ派の街宣車

1920年3月13日、ヴァルター・フォン・リュトヴィッツ将軍率いる義勇軍エアハルト海兵旅団がベルリンの官庁街を占拠、カップはグスタフ・バウアー内閣の更迭、ヴァイマル共和政議会及びプロイセン自由州政府の解散を宣言し、自ら帝国宰相及びプロイセン自由州首相への就任を宣言した。しかし3月20日にこの一揆は失敗に終わった。以前の歴史研究、特にマルクス主義の影響が強い旧東ドイツの歴史観では、労働者によるゼネラル・ストライキが一揆を失敗に追い込んだと見なすのが主流だったが、1960年代以降の西ドイツでの歴史研究では、一揆派の準備不足、特にカップとリュトヴィッツの意見の不一致が失敗の主因であると見なすのが主流になっている。
一揆の失敗後、カップはブランデンブルクに潜伏し、ついでスウェーデンに亡命した。そこで警察に逮捕され、ドイツに送還された。カップは後にこの一揆について「ハンガリーで起きたような、ジャーナリスト、労働組合、ユダヤ人による支配からドイツを守り、伝統的な官僚国家に戻すのが目的であったが、統制が取れず失敗した」と回想している。1922年に国家反逆罪の容疑でライプツィヒの最高裁判所で裁かれることになり、カップ自身も自分の主張を弁論するつもりでいた。しかし検査により眼球にガンが出来ていることが判明したため手術を受けたが、ライプツィヒの病院で死亡した。